# Yoshida Kenkō
Yoshida Kenkō (吉田兼好 Yoshida Kenkō?,  1283 - 1350) autor japonés y monje budista. Su trabajo más famoso es "Tsurezuregusa" ("Ensayos en ociosidad"), una de las obras más estudiadas de la literatura japonesa medieval. Kenko escribió durante los períodos Muromachi y Kamakura.

## Vida y trabajo
Kenkō probablemente nació en 1283, hijo de un funcionario de gobierno. Su nombre original era Urabe Kaneyoshi (卜部兼好?). Se convirtió en directivo de defensa en el palacio imperial. Más tarde, se retiró de la vida pública, cambiando su nombre a Yoshida Kenkō y volviéndose monje budista y ermitaño. Las razones de esto son desconocidas, pero se ha conjeturado que sufrió una decepción amorosa por la hija del prefecto de la provincia de Iga o que mantenía un duelo por la muerte del emperador Go-Uda.
Aunque escribió poesía y participó en algunos concursos poéticos en la corte imperial (su participación en 1335 y 1344 está documentada), la fama de Kenkō está basada en su obra Tsurezuregusa, una colección de 243 ensayos cortos, publicados póstumamente. La temática de los ensayos incluye la belleza del medio ambiente, la transitoriedad de la vida, tradiciones, amistad y otros conceptos abstractos.
El Tsurezuregusa fue popular en el siglo XV y se consideró un clásico en el siglo XVII. Es parte de la educación moderna en las escuelas japonesas.